# 永遠的寶貝
〈永遠的寶貝〉（英語：Always Be My Baby）是美國女歌手瑪麗亞·凱莉在1996年3月發行的單曲，它曾摘下告示牌單曲榜兩週冠軍，成為瑪麗亞·凱莉第11首美國冠軍曲。〈永遠的寶貝〉在美國單曲銷售突破百萬張，成為白金單曲。

## 歌曲介紹

### 單曲簡介
〈永遠的寶貝〉是瑪麗亞·凱莉第五張錄音室專輯《夢遊仙境》（英語：Daydream）在美國所推出的第三首單曲，前兩首單曲分別為〈夢幻〉（空降8週冠軍）和〈甜蜜一日〉（空降16週冠軍）。〈永遠的寶貝〉是首中版節奏藍調歌曲，瑪麗亞·凱莉本人亦是這首歌曲的創作者和製作人之一，這也是她溫馨感人的經典情歌之一。

### 商業成績
瑪麗亞·凱莉挾著連續兩首單曲直接空降冠軍的氣勢，〈永遠的寶貝〉在1996年4月6日進入告示牌流行單曲榜，首週成績直接站上第2名，該週〈甜蜜一日〉尚停留在第9名。〈永遠的寶貝〉在1996年5月4日登上流行單曲榜和節奏藍調單曲榜雙榜冠軍寶座，分別摘下2週以及1週冠軍，這首單曲在流行單曲榜的第2名前後共停留了9週的時間，在榜內更待了32週之久，刷新〈英雄〉的30週紀錄。〈永遠的寶貝〉在美國銷售數字為白金單曲，在1996年告示牌年終單曲榜名列第5名。
〈永遠的寶貝〉在英國單曲榜最高成績為第3名。

### 獎項評價紀錄
〈永遠的寶貝〉在1996年5月4日成為瑪麗亞·凱莉第11首美國冠軍單曲，讓她追平了另外兩位樂壇天后瑪丹娜和惠妮·休斯頓當時各11首的紀錄。瑪麗亞·凱莉出道於1990年，而瑪丹娜和惠妮·休斯頓則分別出道於1983年和1985年，瑪麗亞·凱莉的這個創舉，讓她遙遙領先所有與她同期出道的樂壇藝人。
〈永遠的寶貝〉也讓瑪麗亞·凱莉獲得1996年葛萊美獎「最佳節奏藍調女歌手」的提名，但最終敗給安妮塔·貝克的〈I Apologize〉。